# Roberto Payán
Roberto Payán è un comune della Colombia facente parte del dipartimento di Nariño.
L'abitato venne fondato da Ignacio Gómez nel 1730 con la denominazione "San José de las Lagunas".